# Дисонанс (група)
Дисонанс е българска вокално-инструмуентална рок група, създадена през 1982 година.
Членове на групата са:
- Николай Томов (26 март 1961, София) – вокал, китара, композитор, 
екс музикант от групите „Импулс“ и „Ново-20“,
- Дончо Генов (16 септември 1967, София) – клавишни, вокали, 
екс музикант от група „Дисонанс“,
- Антон Антонов (15 декември 1960, София) – бас, 
екс музикант от група „Ново-20“,
- Георги Костадинов (7 февруари 1961, София) – ударни, вокали.

В групата по различно време са участвали:
- Борислав Христов (13 януари 1960, София) – вокал (1977 – 1986),
- Николай Донков – китара (1977 – 1990), 
екс музикант от група „Ново-20“,
- Владимир Христозов (10 май 1953, София) – клавишни (1982 – 1988),
- Явор Минчев – клавишни, вокали (1986 – 1990),
- Кирил Петров – ударни, 
 екс музикант от група „Ново-20“,
- Георги Симеонов – ударни (1977 – ).

## Биография
Създадена още по време на ученическите години (1977) на първите си музиканти, „Дисонанс“ се утвърждава през 80-те, като група към читалище „Пенчо Славейков“ в квартал „Орландовци“. Осъществява записите на десетки песни в Българското радио, някои от които участват с успех в радиокласациите. През 1982 г. правят първият си запис в БНР – баладата „Ти и аз“.
Първото признание получават през 1983 г. на фестивала „Златна лира“ в Стара Загора. „Самота“ печели Първа награда на фестивала за авторски песни в Шумен през 1989 година и е издадена в сборна грамофонна плоча на Балкантон. „Липсваш ми“ е удостоена с наградата на СБК на „Златният Орфей“ през 1994. През 1999 групата получава Втора награда и наградата за най-добър вокалист на фестивала „Балкански рок“ в Румъния. Главна фигура във формацията е Николай Томов, който успоредно с участието си в „Дисонанс“ записва и като солист. Първата му солова песен е „Зодия Овен“ (муз. Любомир Малковски), а сред собствените му композиции популярна е „Дъжд“. Работи и като студиен музикант. От края на 1995 група „Дисонанс“ съпровожда Вили Кавалджиев при клубните му изяви..
През 2000 г. Николай Томов и останалите от „Дисонанс“ създават „Ново-20“, в която група участват различни музиканти и за това песните са с по-различно звучене.

## Награди
| Година | Награда            | Песен / Композитор                  | Фестивал                               | Град / Държава |
| ------ | ------------------ | ----------------------------------- | -------------------------------------- | -------------- |
| 1999   | Най-добър вокалист | за Николай Томов                    | Международен фестивал „Балкански рок“  | Румъния        |
| 1999   | II награда         | за изпълнение                       | Международен фестивал „Балкански рок“  | Румъния        |
| 1994   | Наградата на СБК   | „Липсваш ми“ – (муз. Николай Томов) | Международен фестивал „Златният Орфей“ | Слънчев бряг   |
| 1989   | I награда          | „Самота“                            | Фестивал за авторски песни             | Шумен          |

## Участия на фестивали и конкурси
| Година | Песен / Композитор | Фестивал               | Град / Държава |
| ------ | ------------------ | ---------------------- | -------------- |
| 1983   |                    | Фестивал „Златна лира“ | Стара Загора   |

### Студийни албуми
| Година | Албум     | Вид  | Издател    | Издателски номер |
| ------ | --------- | ---- | ---------- | ---------------- |
| 1992   | „Времето“ | (МС) | Riva Sound |                  |